# Gerd Binnig
Gerd Binnig es un físico alemán nacido en Fráncfort del Meno en 1947 y Premio Nobel de Física en 1986 conjuntamente con Heinrich Rohrer por la invención del microscopio de efecto túnel.
El microscopio de efecto túnel es una herramienta innovadora que ha avanzado significativamente la capacidad para observar y manipular la materia a escala atómica, proporcionando valiosos conocimientos sobre la naturaleza de los materiales y los fenómenos físicos fundamentales. Los STM se utilizan en diversas áreas, incluyendo la ciencia de materiales, la química y la física, para estudiar la estructura atómica de superficies, examinar reacciones en superficies y explorar nuevos materiales a escala nanométrica. Han sido fundamentales en el desarrollo de la nanotecnología, permitiendo a los investigadores observar y manipular átomos con una precisión sin precedentes. La tecnología STM también se ha utilizado para aplicaciones como la creación de estructuras precisas a nivel atómico, la manipulación molecular y el estudio de fenómenos cuánticos.

## Biografía
A los diez años supo que sería físico. Su familia se repartía entre Fráncfort del Meno y Offenbach, por lo que asistió a escuelas de ambas ciudades.
En 1969, se casó con Lore Wagler, una psicóloga, tuvieron una hija nacida en Suiza y un varón en California. Sus hobbies eran la lectura, natación y golf.
Binnig estudió física en la Universidad Johann Wolfgang Goethe en Fráncfort, obteniendo una licenciatura en 1973 y permaneciendo allí para hacer un doctorado en el grupo de Werner Martienssen, supervisado por Eckhardt Hoenig.
En 1978, aceptó una oferta de IBM para trabajar en la empresa en Zúrich. Recibió el premio Nobel de Física en 1986 junto con su colega de la empresa Heinrich Rohrer por inventar el microscopio de efecto túnel, que permite ver átomos individuales, obteniendo una imagen muy precisa de la superficie de un material.
Actualmente, Binnig trabaja en el Laboratorio de Investigación de IBM en Zúrich.

## Carrera
En 1978, Binnig aceptó una oferta de IBM para unirse a su grupo de investigación de Zúrich, donde trabajó con Heinrich Rohrer, Christoph Gerber y Edmund Weibel. Allí desarrollaron el microscopio de efecto túnel (STM), un instrumento para obtener imágenes de superficies a nivel atómico.
El comité del Nobel describió el efecto que la invención del STM tuvo en la ciencia, diciendo que "se abren campos totalmente nuevos para el estudio de la estructura de la materia" Los principios físicos en los que se basaba el STM ya se conocían antes de que el equipo de IBM desarrollara el STM, pero Binnig y sus colegas fueron los primeros en resolver los importantes retos experimentales que suponía su puesta en práctica.
El equipo de IBM Zürich pronto fue reconocido con varios premios: el Premio Alemán de Física, el Premio Otto Klung, el Premio Hewlett Packard y el Premio Rey Faisal.
En 1986, Binnig y Rohrer compartieron la mitad del Premio Nobel de Física, la otra mitad del premio se concedió a Ernst Ruska.
Entre 1985 y 1988, trabajó en California. Estuvo en IBM en Almaden Valley, y fue profesor visitante en la Universidad de Stanford.
En 1985, Binnig inventó el Microscopio de fuerza atómica (AFM) y Binnig, Christoph Gerber y Calvin Quate pasaron a desarrollar una versión funcional de este nuevo microscopio para superficies aislantes.
En 1987 Binnig fue nombrado IBM Fellow. Ese mismo año, puso en marcha el grupo de física de IBM de Múnich, en el que trabajaba sobre la creatividad. y la microscopía de fuerza atómica.
En 1994 el profesor Gerd Binnig fundó la empresa Delphi2 Creative Technologies GmbH , que posteriormente pasó a llamarse Definiens GmbH hoy Definiens AG, con sede en Múnich. De aquí surgió Definiens Imaging GmbH, que con su software eCognition ha tenido éxito en el campo de la clasificación de imágenes basada en objetos utilizando la Cognition Network Technology (Tecnología de redes cognitivas) para analizar imágenes con capacidad similar al ojo y al cerebro humanos.  Esto se utilizó para analizar datos de teledetección y también datos de imágenes de procedimientos de imágenes médicas para detectar, por ejemplo, células cancerosas en muestras de tejido. Definiens fue vendida a AstraZeneca en 2014 por 150 millones de dólares.
En 2016, Binnig ganó el Premio Kavli de Nanociencia. Se convirtió en miembro de la Academia Noruega de Ciencias y Letras.
El Centro de Nanotecnología Binnig y Rohrer, un centro de investigación propiedad de IBM en Rüschlikon, Zúrich, lleva el nombre de Gerd Binnig y Heinrich Rohrer.

## Micoscopio de efecto túnel
El microscopio de efecto túnel (STM, por sus siglas en inglés) es un instrumento poderoso y altamente sensible utilizado para obtener imágenes de superficies a nivel atómico. El STM revolucionó el campo de la nanotecnología y la ciencia de superficies al permitir que los científicos observasen y manipulasen átomos y moléculas individuales sobre superficies.
El principio básico del STM se basa en el fenómeno del túnel cuántico, en el que los electrones atraviesan una barrera de energía que sería insuperable según la física clásica. El microscopio consta de una punta metálica afilada, típicamente hecha de tungsteno o platino-iridio, que se acerca mucho a la superficie de un material conductor, generalmente a escala atómica. Se aplica un voltaje entre la punta y la superficie, lo que hace que los electrones atraviesen el espacio vacío entre ambos, generando una corriente. Esta corriente resultante del túnel es muy sensible a la distancia entre la punta y la superficie, lo que permite al STM mapear la superficie con resolución atómica.
El proceso de escaneo funciona moviendo la punta en un patrón de rastreo sobre la superficie. El mecanismo de retroalimentación ajusta continuamente la posición de la punta para mantener una corriente de túnel constante. Este proceso permite al STM crear un mapa topográfico de la superficie, revelando la disposición de los átomos e incluso los átomos individuales. La resolución del STM puede ser tan alta como de un solo átomo, lo que lo convierte en una de las técnicas de microscopía más precisas disponibles.
Aunque el STM se utiliza principalmente para examinar materiales conductores, los avances han permitido usar la técnica en superficies aislantes mediante la incorporación de métodos especiales de escaneo, como la técnica de espectroscopía de tunneling de escaneo (STS). A pesar de sus capacidades revolucionarias, el STM tiene limitaciones, como la necesidad de un vacío ultraalto y temperaturas bajas para un rendimiento óptimo.

## Importancia del Microscopio de Efecto Túnel
El desarrollo por parte de Gerd Binning del Microscopio de efecto Túnel (STM por sus siglas en inglés) abrió las puertas de la ciencia a una herramienta revolucionaria en el campo de la microscopía, que ofrece capacidades únicas que han tenido un profundo impacto en diversas disciplinas científicas. Entre las razones clave que destacan su importancia se cuentan:
Imagen a Escala Atómica: El STM permite a los científicos visualizar superficies a escala atómica. Los microscopios ópticos tradicionales están limitados por la longitud de onda de la luz, lo que les impide resolver características más pequeñas de aproximadamente 200 nanómetros. En contraste, el STM puede resolver átomos y moléculas individuales en una superficie, proporcionando información detallada sobre su disposición espacial y estructura electrónica.
Topografía de Superficies: Más allá de la imagen de átomos individuales, el STM es excepcional para estudiar la topografía de superficies. Puede crear mapas tridimensionales de superficies con una resolución de nanómetros, revelando detalles como defectos superficiales, escalones y rugosidad a escala atómica. Esta capacidad es crucial en campos como la ciencia de materiales, donde las propiedades superficiales influyen significativamente en el rendimiento de los materiales.
Manipulación a Escala Atómica: Una de las características más innovadoras del STM es su capacidad para manipular átomos y moléculas individuales. Al aplicar un voltaje entre la punta del STM y la superficie, los investigadores pueden mover átomos o moléculas con precisión, reorganizarlos e incluso crear nanoestructuras átomo por átomo. Esta capacidad es fundamental para explorar la nanotecnología y desarrollar nuevos materiales con propiedades específicas.
Entendimiento de Propiedades Electrónicas: El STM no es solo una herramienta visual; también proporciona información sobre las propiedades electrónicas de los materiales. Al medir la corriente que fluye entre la punta y la superficie a diferentes voltajes, los investigadores pueden estudiar estados electrónicos locales, distribución de carga y propiedades de conductancia a escalas atómicas. Esto es crucial para avanzar en nuestra comprensión de semiconductores, superconductores y otros materiales importantes para la electrónica y las tecnologías cuánticas.
Impacto en Diversas Disciplinas: El STM ha tenido un impacto transformador en diversas disciplinas científicas, incluyendo física, química, biología y ciencia de materiales. Ha permitido descubrimientos en campos que van desde la química de superficies y la catálisis hasta la nanotecnología y la biología molecular. Su versatilidad y capacidad para operar en diferentes condiciones (por ejemplo, en vacío o en líquidos) lo convierten en una herramienta versátil para explorar diversas preguntas de investigación.
Avances en Nanotecnología: A medida que la nanotecnología ha evolucionado, el STM ha desempeñado un papel fundamental en la caracterización y manipulación de estructuras a escala nanométrica. Ha sido instrumental en el desarrollo de dispositivos nanométricos, sensores y máquinas moleculares, empujando los límites de lo posible en miniaturización e ingeniería de precisión.
Por todo ello, el Microscopio de Efecto Túnel  no solo se destaca por su capacidad para proporcionar imágenes sin precedentes a escala atómica, sino también por su papel en el avance de nuestra comprensión fundamental de la materia a escala nanométrica. Sus contribuciones a la ciencia y la tecnología continúan expandiéndose a medida que los investigadores aprovechan sus capacidades para abordar nuevos desafíos y explorar nuevas fronteras.

## Publicaciones
- Patente CH643397: Scanning apparatus for surface analysis using vacuum-tunnel effect at cryogenic temperatures (Gerät zur rasterartigen Oberflächenuntersuchung unter Ausnutzung des Vakuum-Tunneleffekts bei kryogenischen Temperaturen). Angemeldet am 20. September 1979, Anmelder: IBM, Erfinder: Gerd Binnig, Heinrich Rohrer.[15]
- Gerd Binnig, Heinrich Rohrer, C. Gerber und E. Weibel: Tunneling through a Controllable Vacuum Gap, Appl. Phys. Lett. 40, 178 (1982).[16]
- Gerd Binnig, Heinrich Rohrer, C. Gerber y E. Weibel: Surface studies by scanning tunneling microscopy. In: Phys. Rev. Lett. 49/1, S. 57–61 (1982). [17]
- Gerd Binnig: Aus dem Nichts. Über die Kreativität von Natur und Mensch.(De la nada. Sobre la creatividad de la naturaleza y del hombre) (1997), ISBN 3-492-21486-X.

## Reconocimientos
- Gran Cruz del Mérito con Placa y Cordón de la Orden del Mérito de la República Federal de Alemania - 1987
- Medalla de la Orden Bávara de Maximiliano para las ciencias y las artes — 1998